# Hrabstwo Clinton (Pensylwania)
Clinton – hrabstwo w stanie Pensylwania w USA. Populacja liczy 39238 mieszkańców (stan według spisu z 2010 roku).
Powierzchnia hrabstwa to 2326 km² (w tym 18 km² stanowią wody). Gęstość zaludnienia wynosi 17,0 osoby/km².

## Miejscowości

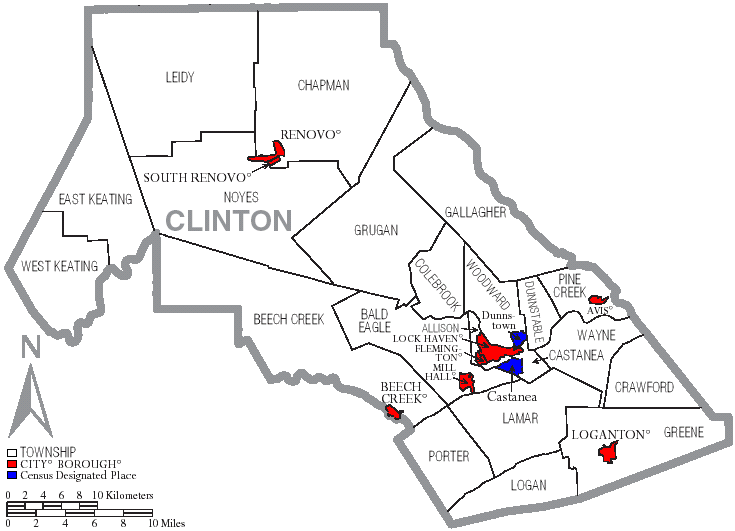
Rozmieszczenie miast i Broughs na mapie hrabstwa

### Miasta
- Lock Haven

### Boroughs
| - Avis - Beech Creek - Flemington - Loganton | - Mill Hall - Renovo - South Renovo |